# David Murray, 5. Viscount of Stormont
David Murray, 5. Viscount of Stormont (* 1665; † 19. November 1731) war ein schottisch-britischer Peer.
Er war der einzige Sohn von David Murray, 4. Viscount of Stormont (um 1636–1668) aus dessen Ehe mit Lady Jean Carnegie, Tochter von James Carnegie, 2. Earl of Southesk. Beim Tod seines Vaters am 14. Juli 1688 erbte er dessen schottische Adelstitel als 5. Viscount of Stormont, 5. Lord Scone und 3. Lord Balvaird.
Er war 1683/84 Commissioner for the Borders, 1685, 1689, 1690 und 1704 Commissioner of Supply für Perthshire sowie 1704 auch für Nithsdale, Dumfriesshire und Forfarshire.
Er unterstützte die Glorious Revolution unter Wilhelm von Oranien und unterzeichnete die Deklaration von 1688/89, wurde aber vom Privy Council als Rebell denunziert, weil er 1689 nicht vor dem Parlamentskomitee erschien. Wegen Abwesenheit vom Parlament wurde er 1693 mit einer Geldstrafe von 1.200 £ belegt. 1703 leistete Königin Anne den Treueeid, widersetzte sich aber energisch dem Unionsvertrag.
Obwohl er protestantisch war, unterstützte er in der Folgezeit die Jakobiten. Als Mitwisser der versuchten französischen Invasion Schottlands 1707/08 verdächtigt, wurde er im März 1708 verhaftet und in Stirling Castle eingesperrt. Im selben Jahr wurde er nach Verhör in London gegen Kaution freigelassen. Im Rahmen des Jakobitenaufstands von 1715 wurde er als Unterstützer der Jakobiten zu einem Jahr Haft und einer Geldstrafe von 500 £ verurteilt, ergab er sich 1715 in Dumfries dem Marquess of Annandale und wurde 1716 aus Edinburgh Castle entlassen. Sein zweiter Sohn James hatte sich aktiv am Aufstand beteiligt und floh 1715 ins Exil nach Frankreich.
Als er 1731 starb, erbte sein ältester Sohn David seine Adelstitel.

## Ehe und Nachkommen
Am 31. Januar 1688 heiratete er Marjory Scott († 8. April 1746), Tochter des David Scott of Scotstarvit († 1718). Das Paar hatte mindestens dreizehn Kinder:
1. David Murray, 6. Viscount of Stormont (etwa 1689–1748), ⚭ 1726 Anne Stewart;
2. Hon. James Murray (um 1690–1770), MP, 1721 jakobitischer Earl of Dunbar;
3. Hon. John Murray († jung);
4. William Murray, 1. Earl of Mansfield (1705–1793), MP, ⚭ 1738 Lady Elizabeth Finch, Tochter des Daniel Finch, 7. Earl of Winchilsea;
5. Hon. Catherine Murray († 25. November 1754), unverheiratet;
6. Hon. Marjory Murray, ⚭ 1715 Hon. John Hay of Cromlix (1691–1740), 1727 jakobitischer Duke of Inverness, Sohn des 7. Earl of Kinnoull;
7. Hon. Amelia Murray († 8. Februar 1774), ⚭ Sir Alexander Lindsay, 3. Baronet (1683–1762);
8. Hon. Charles Murray, starb kinderlos;
9. Hon. Robert Murray, starb kinderlos;
10. Hon. Margaret (etwa 1702–18. April 1785), starb kinderlos;
11. Hon. Jean Murray († 10. August 1758), unverheiratet;
12. Hon. Nicola Helen Murray († 7. November 1777), starb kinderlos;
13. Hon. Mary Murray, unverheiratet.